# Gabriel Enrique Gómez
Gabriel Enrique Gómez   (Ciutat de Panamà, 29 de maig de 1984) fou un futbolista panameny de les dècades de 2000 i 2010.
Fou 149 cops internacional amb la selecció de Panamà.
Pel que fa a clubs, destacà a Belenenses i San Francisco.